# Chloropsina oculata
Chloropsina oculata är en tvåvingeart som beskrevs av Becker 1911. Chloropsina oculata ingår i släktet Chloropsina och familjen fritflugor. Inga underarter finns listade i Catalogue of Life.